# Fidelity (singolo)
Fidelity è il secondo singolo di Regina Spektor estratto dall'album del 2006 Begin to Hope ed anche la canzone più popolare della cantante russa.

## Tracce
- UK CD 1

1. Fidelity
2. Music Box

- UK CD 2

1. Fidelity
2. Music Box
3. December
4. Fidelity (Enhanced Video)

- UK digital download/AUS CD

1. Fidelity
2. Music Box
3. December

- US digital download

1. Fidelity